# Mariusz Wiktorowicz

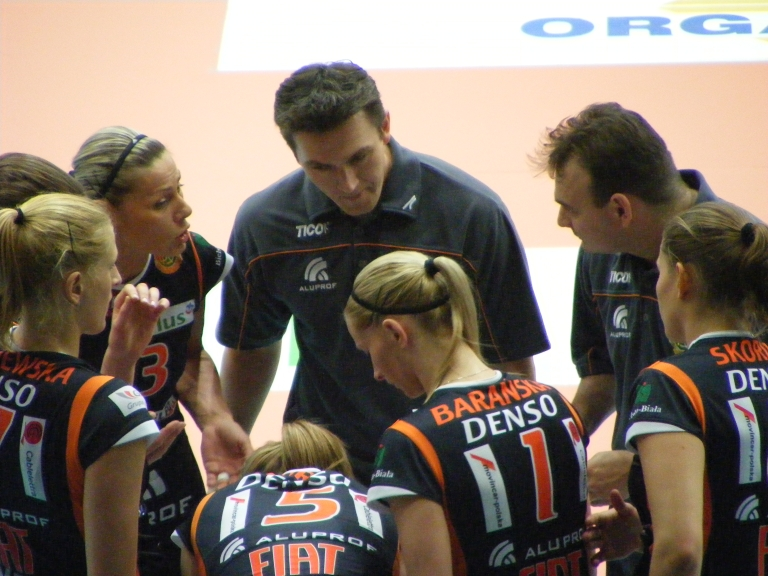
Mariusz Wiktorowicz trenerem BKS-u Aluprof Bielsko-Biała w sezonie 2009/2010

Mariusz Wiktorowicz (ur. 1 kwietnia 1975 w Legnicy) – polski trener siatkarski, były siatkarz, dwukrotny reprezentant Polski seniorów.

## Kariera

### Zawodnicza
Przygodę z siatkówką rozpoczął w Orionie Sulechów. Pierwszy znaczący sukces odniósł jako junior młodszy, gdy z Cariną Gubin sięgnął po tytuł mistrza kraju we wspomnianej kategorii wiekowej. Został tam zauważony przez trenera reprezentacji Polski juniorów Ryszarda Kruka. Następnie przez cztery lata bronił barw AZS Yawalu Częstochowa, z którym zdobył dwa złote medale mistrzostw Polski. Spod Jasnej Góry trafił na równie długi okres do Bielska-Białej. Na jego siatkarskiej drodze znalazły się także kluby ze Świdnika i Rzeszowa, a duże piętno odcisnęły na nim występy w Górniku Radlin. Z klubem tym udało się mu bowiem wywalczyć awans do Serii A. Karierę zawodniczą zakończył w Jadarze Radom. W 1996 r. dwa razy wystąpił w seniorskiej reprezentacji Polski.

### Trenerska
Po zakończeniu kariery zawodniczej został drugim trenerem radomskiego klubu. Po odejściu Dariusza Luksa poprowadził radomian przez dwie kolejki ligowe. Pod jego kierunkiem przegrali oni z Płomieniem Sosnowiec i zwyciężyli 3:0 przed własną publicznością Politechnikę Warszawską.
W kolejnym sezonie był II trenerem żeńskiego zespołu BKS Aluprof Bielsko-Biała. Pod koniec sezonu 2007/08 pełnił funkcję I trenera bialskiego klubu. W sezonie 2008/09 oraz na początku kolejnego sezonu był asystentem Igora Prieložnego w BKS-ie, w grudniu 2009 r. zastąpił Słowaka na stanowisku I trenera. Zespół z Bielska-Białej prowadzony przez Wiktorowicza zakończył sezon zdobyciem tytułu Mistrza Polski. W sezonie 2010/11 Wiktorowicz był w dalszym ciągu w sztabie szkoleniowym BKS-u, początkowo jako asystent trenera Grzegorza Wagnera, a od 1 marca 2011 do 2012 r. ponownie pierwszy trener. Od 2012 r. szkoleniowiec Chemika Police, z którym awansował do OrlenLigi, Chemik rozstał się z nim w styczniu 2014 r.. W 2014 r. był dyrektorem sportowym I-ligowej Zawiszy Sulechów. W lutym 2015 r. został trenerem KS DevelopRes Rzeszów, funkcję tę pełnił do początku grudnia 2015 r.. Kilka dni później powrócił na stanowisko pierwszego trenera drużyny BKS Bielsko-Biała, które zajmował do grudnia 2016 r.. Od sezonu 2017/18 do końca grudnia 2018 r. był trenerem Energi MKS Kalisz.

## Osiągnięcia

### Kariera zawodnicza
- 1991 –  Mistrzostwo Polski juniorów młodszych z Cariną Gubin
- 1992 –  brązowy medal Mistrzostw Polski juniorów z AZS Yawalem Częstochowa
- 1993 –  Mistrzostwo Polski juniorów z AZS Yawalem Częstochowa
- 1994 –  Mistrzostwo Polski juniorów z AZS Yawalem Częstochowa
- 1994 –  Mistrzostwo Polski z AZS Yawalem Częstochowa
- 1995 –  SuperPuchar Polski z AZS Yawalem Częstochowa
- 1995 –  Mistrzostwo Polski z AZS Yawalem Częstochowa

### Kariera trenerska
- 2008 −  brązowy medal Mistrzostw Polski
- 2009 −  Puchar Polski
- 2009 −  srebrny medal Mistrzostw Polski
- 2010 −  SuperPuchar Polski
- 2010 −  złoty medal Mistrzostw Polski
- 2010 −  Finał SuperPucharu Polski
- 2011 −  brązowy medal Mistrzostw Polski
- 2018 −  Mistrzostwo I ligi